# Claudio Langes
Claudio Langes (născut la data de 20 iulie 1960 în Brescia, Italia), este un fost pilot de curse. Singura experiență notabilă din carieră este prezența în sezonul 1990 în Campionatul Mondial de Formula 1. A evoluat în 14 etape pentru echipa italiană EuroBrun Racing, fiind coechipier cu pilotul din Brazilia, Roberto Moreno.

## Cariera în Formula 1
| Sezon | Echipă          | Puncte | Loc clasament general |
| ----- | --------------- | ------ | --------------------- |
| 1990  | EuroBrun Racing | 0      | -                     |